# Astylopogon catharinae
Astylopogon catharinae là một loài ruồi trong họ Asilidae. Astylopogon catharinae được Meijere miêu tả năm 1913. Loài này phân bố ở miền Australasia.